# Bad Krozingen
Bad Krozingen – miasto uzdrowiskowe w Niemczech, w kraju związkowym Badenia-Wirtembergia, w rejencji Fryburg, w regionie Südlicher Oberrhein, w powiecie Breisgau-Hochschwarzwald, siedziba wspólnoty administracyjnej Bad Krozingen. Leży nad rzeką Neumagen, ok. 15 km od Fryburga Bryzgowijskiego. Prawa miejskie od 1 września 2005.
W mieście jest stacja kolejowa Bad Krozingen.